# Liste der Monuments historiques in Francheville (Marne)
Die Liste der Monuments historiques in Francheville führt die Monuments historiques in der französischen Gemeinde Francheville auf.

## Liste der Immobilien
| Bezeichnung                    | Beschreibung            | Standort                | Kennzeichnung | Schutzstatus | Datum | Bild           |
| ------------------------------ | ----------------------- | ----------------------- | ------------- | ------------ | ----- | -------------- |
| Kirche St-Nicolas-et-St-Gérald | aus dem 12. Jahrhundert | Rue de la Moivre (Lage) | PA00078713    | Inscrit      | 1937  | weitere Bilder |

## Liste der Objekte
| Bezeichnung               | Beschreibung                                                      | Standort                                     | Kennzeichnung | Schutzstatus | Datum | Bild |
| ------------------------- | ----------------------------------------------------------------- | -------------------------------------------- | ------------- | ------------ | ----- | ---- |
| Zwölf-Apostel-Retabel     | umgenutzt als Antependium des Hauptaltars; Stein, 15. Jahrhundert | in der Kirche St-Nicolas-et-St-Gérald (Lage) | PM51000433    | Classé       | 1908  |      |
| Kruzifix                  | Holz, Anfang des 18. Jahrhunderts                                 | in der Kirche St-Nicolas-et-St-Gérald (Lage) | PM51000435    | Classé       | 1922  |      |
| Taufbecken                | Marmor, 18. Jahrhundert                                           | in der Kirche St-Nicolas-et-St-Gérald (Lage) | PM51003092    | Inscrit      | 1980  |      |
| Kirchenfenster            | aus dem 13. Jahrhundert                                           | in der Kirche St-Nicolas-et-St-Gérald (Lage) | PM51000432    | Classé       | 1908  |      |
| Skulptur Madonna mit Kind | Stein, 18. Jahrhundert                                            | in der Kirche St-Nicolas-et-St-Gérald (Lage) | PM51000434    | Classé       | 1922  |      |